# Gnolus zonulatus
Gnolus zonulatus är en spindelart som beskrevs av Albert Tullgren 1902. Gnolus zonulatus ingår i släktet Gnolus och familjen kaparspindlar. Inga underarter finns listade i Catalogue of Life.